# Cảnh Sảng

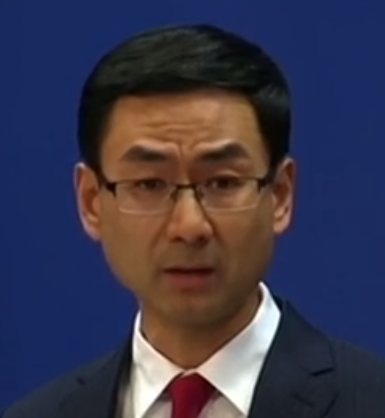
Cảnh Sảng

Cảnh Sảng (tiếng Trung: 耿爽; bính âm: Gěng Shuǎng) là một quan chức ngoại giao, từ tháng 9 năm 2016 ông là phó vụ trưởng vụ Thông tin của Bộ Ngoại giao Trung Quốc, người phát ngôn Bộ Ngoại giao.
Cảnh Sảng sinh năm 1973 tại Bắc Kinh, từ năm 2005 đến năm 2006 ông theo học chuyên ngành quan hệ quốc tế tại Trường Luật và Ngoại giao Fletcher thuộc Đại học Tufts tại Hoa Kỳ, đồng thời đạt được học vị thạc sĩ.
Từ năm 1995 đến năm 1999, Cảnh Sảnh nhậm chức tại cục quốc tế Bộ Ngoại giao, sau đó trở thành thành viên đoàn đại biểu Trung Quốc thường trú tại Liên Hợp Quốc cho đến năm 2003. Tiếp đó, ông công tác tám năm tại cục quốc tế, trải qua các chức vụ bí thư thứ ba, phó phòng, trưởng phòng, tham tán kiêm trưởng phòng, còn từng đàm nhiệm tham tán thông tin kiêm người phát ngôn của Đại sứ quán Trung Quốc tại Hoa Kỳ, và Phó vụ trưởng vụ Kinh tế Quốc tế thuộc Bộ Ngoại giao. Tháng 9 năm 2016, Cảnh Sảng được điều đến nhậm chức phó vụ trưởng Vụ Thông tin Bộ Ngoại giao。
Ngày 26 tháng 9 năm 2016, Cảnh Sảng lần đầu chủ trì buổi họp báo thường kỳ của Bộ Ngoại giao Trung Quốc。